# Гоменек
Гоменек (фр. Gommenec'h) насеље је и општина у северозападној Француској у региону Бретања, у департману Приморје која припада префектури Сен Бријек.
По подацима из 2011. године у општини је живело 535 становника, а густина насељености је износила 45,22 становника/km². Општина се простире на површини од 11,83 km². Налази се на средњој надморској висини од 80 метара (максималној 91 m, а минималној 32 m).

## Демографија
| 1962. | 1968. | 1975. | 1982. | 1990. | 1999. | 2011. |
| ----- | ----- | ----- | ----- | ----- | ----- | ----- |
| 433   | 552   | 513   | 457   | 421   | 475   | 535   |

График промене броја становника у току последњих година